# Listy wielkich tego świata, zebrane w różnych archiwach, tłumaczone z różnych języków
Listy wielkich tego świata, zebrane w różnych archiwach, tłumaczone z różnych języków (port. Cartas dos grandes do mundo colhidas de vários arquivos, traduzidas de diferentes lĭnguas) – zbiór listów znanych osób z różnych krajów europejskich, skompilowany i przetłumaczony przez portugalskiego pisarza Francisco Rodriguesa Lobo. Ukończony w 1612 roku został opublikowany dopiero w 1934 roku przez Ricardo Jorge. Listy są ważnymi tekstami źródłowymi, służącymi do badań historycznych.
Przez wiele lat rękopis znajdował się w British Museum.
Zawierał m.in. listy Manuela I Szczęśliwego (do papieża Juliusza II oraz do władców francuskich i angielskich) oraz list stanowiący relację Włocha Alberto Carpiego z wystawnego poselstwa Manuela I do papieża Leona X.